# نیروگاه تاراخیل

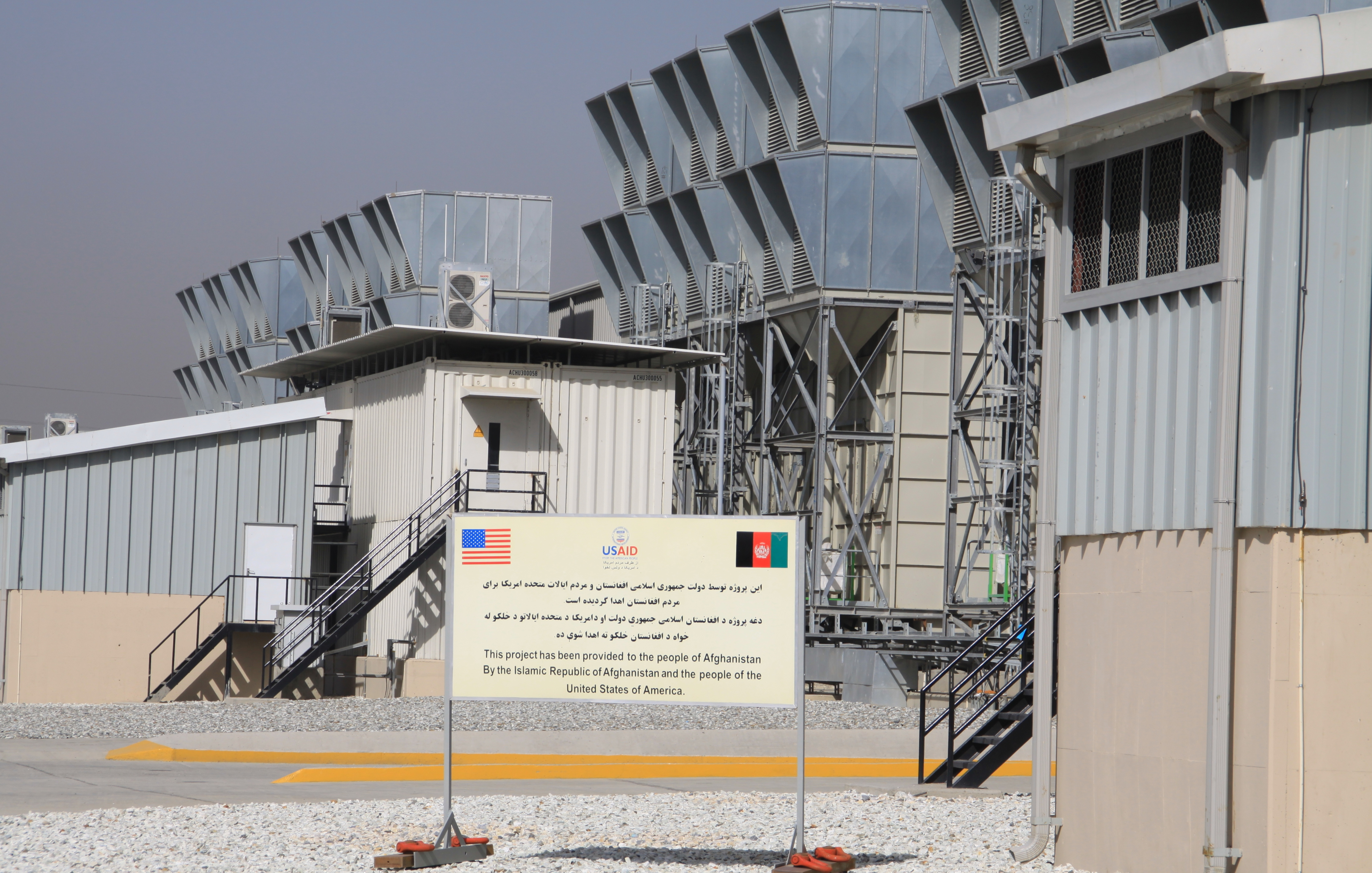
ورودی نیروگاه تاراخیل

نیروگاه تاراخیل (انگلیسی: Tarakhil Power Plant) یک نیروگاه تولید برق با سوخت نفت در نزدیکی کابل، افغانستان است. این کارخانه با حمایت نمایندگی ایالات متحده آمریکا برای انکشاف بین‌المللی (USAID) در سال ۲۰۰۹ به صورت آنلاین راه‌اندازی شد. این نیروگاه که با هزینه ۳۳۵ میلیون دلار آمریکا ساخته شده و برای تامین منبع برق قابل اطمینان برای کابل طراحی شده است، معمولاً کمتر از ظرفیت خود کار می‌کند و خروجی سالانه برق آن ناچیز است. در گزارشی در سال ۲۰۱۵ به دلیل هزینه بالای واردات گازوئیل به افغانستان، میانگین تولید سالانه این کارخانه ۲ درصد از ظرفیت آن ذکر شده است. گزارش‌های مطبوعاتی اغلب از این نیروگاه به عنوان "فیل سفید کابل" یاد می‌کنند.

## تاریخچه
زمین برای این نیروگاه توسط رئیس‌جمهور افغانستان حامد کرزی در سال ۲۰۰۷ اهدا شد. ساختن این نیروگاه توسط شرکت آمریکایی بلک اند ویتک ( Black & Veatch) در همان سال آغاز شد و در سال ۲۰۰۹ افتتاح شد. در حالی که USAID تخمین زده بود که این کارخانه فقط ۱۲۰ میلیون دلار هزینه دارد، در نهایت هزینه آن ۳۳۵ میلیون دلار شد.
این نیروگاه با ظرفیت کامل، روزانه ۶۰۰۰۰۰ لیتر (۱۳۰۰۰۰ مگاپیکسل، ۱۶۰۰۰۰ گال آمریکا) سوخت دیزل می‌سوزاند. این نیروگاه که برای تأمین یک منبع برق قابل اطمینان‌تر برای کابل طراحی شده بود، از ژوئیه ۲۰۱۰ تا دسامبر ۲۰۱۳، ۲/۲ درصد از ظرفیت پلاک نام خود را تولید کرد. بین سال‌های ۲۰۱۴ تا ۲۰۱۵، این نیروگاه کمتر از ۰/۵ درصد برق مورد نیاز کابل را تولید کرد.